# 27 квітня
27 квітня — 117-й день року (118-й у високосні роки) в григоріанському календарі. До кінця року залишається 248 днів.

## Свята і пам'ятні дні

### Міжнародні
- Всесвітній день тапіра.
- День азбуки Морзе.
- День безкоштовної стерилізації бездомних кішок.
- День порятунку жаб.

### Національні
- Австрія: день Другої республіки
- Ізраїль: Йом Хацикарон
- Словенія: день національного спротиву
- Сьєрра-Леоне,  Того, день незалежності
- США: день насаджень дерев
- ПАР: день Свободи
- Якутія: день Республіки
- Молдова: День прапора

### Професійні
- Україна: День кадровика; День кульбаби.
- Чилі: День карабінерів або День стрілка.

### Релігійні
Православні:
- Апостола і священномученика Симеона, сродника Господнього.
- Преподобного Стефана, ігумена Києво-Печерського, єпископа Володимиро-Волинського.
- Праведного Євлогія, странноприїмця.
- День Святого Оригена.

### Іменини
✙ Православні: Симеон, Стефан

✝  Католицькі: Зіта, Феліція, Роксолана

## Події
- 1509 — папа Римський Юліан II відлучив від церкви Венецію
- 1521 — на філіппінському острові Мактан у сутичці з тубільцями загинув 41-річний португальський мореплавець Фернан Магеллан. Першу навколосвітню експедицію, три чверті якої вже було здійснено, закінчив його заступник Хуан Себастьян Елькано
- 1565 — на Філіппінах засновано перше іспанське поселення — місто Себу
- 1644 — вперше в Канаді висадили пшеницю
- 1667 — вже давно невидющий англійський поет Джон Мілтон продав за 10 фунтів права на написану ним того року поему «Втрачений рай», яка згодом визнана найкращою в його творчості
- 1746 — у битві біля Каллоден-Мора шотландські повстанці під керівництвом претендента на англійський престол Карла Едуарда Стюарта були розбиті англійськими військами, на чолі яких стояв Вільям Август, брат англійського короля Георга ІІ. Це було останнє повстання католиків, що зберегли вірність династії Стюартів, проти Ганноверської династії, яка правила Великою Британією з 1714 року
- 1749 — перше офіційне виконання музики Генделя під час Королівських феєрверків перервано через виникнення пожежі
- 1773 — англійський парламент прийняв «чайний акт», який дозволив Ост-Індійській компанії, що перебувала на межі банкрутства ввезти в північноамериканські колонії фактично безмитно півмільйона фунтів чаю. Це значно погіршувало становище місцевих гуртових купців, вело до монополії компанії на американському ринку і викликало акції протесту колоністів. Після прийнятих Великою Британією жорстоких заходів у відповідь вибухнула війна за незалежність
- 1825 — англійський соціаліст-утопіст Роберт Овен заснував в Америці колонію, яку назвав Новою Гармонією. Стосунки між поселенцями виявились далеко не гармонійними, і в 1828 році Овен був вимушений згорнути свою діяльність
- 1828 — відкрився Лондонський зоосад
- 1855 — у Російській імперії вперше згадано про самвидав
- 1861 — після відокремлення Вірджинії від США, Західна Вірджинія відокремилась від Вірджинії
- 1861 — парламент штату Меріленд ухвалив рішення не відокремлюватись від США
- 1865 — через декілька днів після закінчення громадянської війни поблизу Мемфіса на Міссісіпі вибухнув пароплав «Султанша», на борту якого знаходилось близько 2100 пасажирів. 1700 з них, в основному ветеранів армії Півночі, що повертались додому з полону, загинули. Це найбільша аварія в історії судноплавства в США
- 1865 — Езра Корнелл і Ендрю Діксон Уайт заснували в Ітаці (штат Нью-Йорк) університет. Заняття в ньому розпочались через три з половиною роки, а сьогодні в Корнельському університеті навчаються майже 20 тисяч студентів
- 1906 — почала діяти I Державна Дума Російської імперії
- 1908 — початок IV Олімпійських ігор у Лондоні
- 1925 — постанова Ради Народних Комісарів СРСР «про прописку громадян в міських поселеннях»
- 1940 — за наказом Генриха Гіммлера поблизу Кракова (Польща) створено концентраційний табір Аушвіц.
- 1950 — Велика Британія визнала державу Ізраїль
- 1956 — відомий боксер Роккі Марчіано, чемпіон світу у надважкій ваговій категорії, залишив професійний ринг. За час своїх виступів він провів 49 боїв і в усіх отримав перемоги (43 нокаутом). Титул чемпіона світу він захищав шість разів, причому тричі — у боях з попередніми чемпіонами
- 1957 — уряд Данії відхилив пропозицію СРСР про вихід країни з НАТО
- 1959 — організація науково-дослідної станції «Північний полюс-8» під керівництвом В. М. Рогачова, М. І. Блінова та І. П. Романова
- 1959 — СРСР і Єгипет уклали договір про будівництво Асуанської греблі
- 1960 — Лі Синман, вчетверте з 1948 року обраний президентом Південної Кореї, вимушено подав у відставку через масові заворушення, викликані авторитарними методами його правління. Після його зміщення було проголошено Другу Республіку на чолі з прем'єр-міністром Чан Мьоном, яка проіснувала лише рік
- 1960 — частина Тоголенду, яка належала Франції, стала незалежною Республікою Того
- 1961 — Велика Британія визнала незалежність Сьєрра-Леоне
- 1963 — лідер кубинської революції Фідель Кастро прибув з першим візитом до Москви. У ході візиту, що тривав більше місяця, Кастро задекларував приналежність Куби до світового соціалістичного табору і підписав угоди по товарообміну з СРСР на умовах довготривалого пільгового кредиту.
- 1965 — у США запатентовані підгузки «Памперс».
- 1966 — у Ватикані зустрілись Папа Римський Павло VI і міністр зовнішніх справ СРСР Андрій Громико.
- 1967 — у Монреалі відкрилась виставка «Expo-67».
- 1977 — у Штутгарті (ФРН) закінчився дворічний судовий процес у справі групи Баадера-Майнгоф, відомої також як Фракція Червоної Армії (РАФ). Підсудні Ульріка Майнгоф, Андреас Баадер, Гудрун Енсслін і Ян-Карл Распе були визнані винними у вбивствах, розбоях, викраденні людей і терористичних актах проти урядових, військових і бізнесових лідерів країни і засуджені на довічне ув'язнення
- 1978 — в Афганістані відбувся військовий переворот — убито президента М.Дауда. Новим керівником країни став Нур Мухаммед Таракі, котрий проголосив створення Демократичної Республіки Афганістан і згодом підписав з Радянським Союзом договір про взаємодопомогу
- 1981 — компанія «Xerox» анонсувала вихід інформаційної системи «STAR 8010», першого масового комп'ютера з мишкою і графічним інтерфейсом. Система мала 385 КБ оперативної пам'яті, вінчестер на 40 МБайт, комплектувалась монітором і могла працювати в локальних мережах
- 1981 — Рінго Старр одружився з актрисою Барбарою Бах
- 1992 — рада керівників Міжнародного валютного фонду проголосувала за прийняття України до складу МВФ.
- 1992 — у Белграді прийнято конституцію нової держави: Сербія та її єдиний союзник Чорногорія проголосили створення Федеративної Республіки Югославія, котра змінила вже неіснуючу Соціалістичну Федеративну Республіку Югославію, з якої вийшли Словенія, Хорватія, Боснія і Герцеговина та Північна Македонія. Країна проіснувала до лютого 2003 року, коли трансформувалась у ще одне державне утворення — Сербію і Чорногорію
- 1992 — проголошена Республіка Саха (Якутія) — суверенна республіка в складі РФ — і прийнята її конституція
- 1993 — у Сингапурі вперше після 1949 року відбулась зустріч представників Китайської Народної Республіки і Китайської Республіки (Тайвань) на вищому рівні.
- 1995 — День заснування Державного казначейства (скарбниці) України.
- 1997 — у Техасі військове угрупування під назвою «Республіка Техас», захопило двох заручників і умовою їх звільнення поставило надання незалежності від США штату Техас. Наступного дня заручники були звільнені, а керівники групи Річард Макларен та Роберт Отто згодом були засуджені до 99-и і 50-и років ув'язнення
- 2001 — прем'єр-міністр України Віктор Ющенко подав у відставку
- 2005 — свій перший політ здійснив авіалайнер «Airbus A380»
- 2007 — у горах Чечні розбився гелікоптер із загоном російських десантників. Загинуло 18 осіб
- 2007 — у Таллінні демонтований «Бронзовий солдат»
- 2010 — Верховна Рада України ратифікувала домовленість про продовження перебування Чорноморського флоту РФ в Україні до 2042 в обмін на знижку ціни на газ
- 2012 — Вибухи в Дніпропетровську — серія терористичних актів, що стались у центрі Дніпропетровська.
- 2014 — проросійські сепаратисти проголосили «Луганську народну республіку».
- 2017 — у Чорному морі поблизу Босфору корабель військово-морської розвідки ВМС Росії «Лиман», який стежив за навчаннями кораблів НАТО, зіткнувся з судном-худобовозом «Youzarsif H», що йшов під тоголезьким прапором. Після чого «Лиман» швидко потонув. Російський екіпаж був врятований турецькою береговою охороною та моряками з «Youzarsif H»

## Народились
Дивись також Категорія:Народились 27 квітня
- 1494 — Сулейман I Пишний, османський султан при якому Османська імперія набула найбільшого розширення, чоловік Роксолани (п. 1566).
- 1759 — Мері Волстонкрафт, англійська письменниця.

- 1791 — Семюел Фінлі Бріз Морзе, американський винахідник і художник. Найбільш відомий своєю Азбукою (п. 1872).
- 1820 — Герберт Спенсер, англійський філософ і соціолог.
- 1920 — Марк Красносельський, український математик, засновник сучасного підходу до задач нелінійного аналізу.
- 1927 — Євген Моргунов, кіноактор, виконавець ролі Бувалого в трійці з Нікуліним і Віциним у комедіях Леоніда Гайдая.
- 1931 — Ігор Ойстрах, український радянський скрипаль. Син Давида Ойстраха.
- 1932 — Анук Еме, французька кіноакторка («Чоловік і жінка»).
- 1966 — В'ячеслав Олійник, український борець, перший чемпіон Літніх Олімпійських ігор від України.
- 1977 — Василь Мельников, молодший сержант Збройних сил України. Герой України.
- 1978 — Олег Тимченко, український хокеїст.
- 1994 — Євген Богодайко, український плавець, триразовий чемпіон та семиразовий призер Літніх Паралімпійських ігор.
- 2001 — Леонід Бутусін, солдат Збройних сил України, учасник російсько-української війни. Герой України.

## Померли
Дивись також Категорія:Померли 27 квітня
- 1521 — Фернан Магеллан, португальський мореплавець на іспанській службі. Керував першою успішною навколосвітньою експедицією, під час якої сам Магеллан загинув. Дав назву «Тихий океан».
- 1656 — Ян ван Гоєн, нідерландський художник-пейзажист XVII століття.
- 1741 — Фаустино Боккі, італійський художник.
- 1884 — Еміль де Жирарден, французький журналіст, позашлюбний син генерала графа Олександра Жирардена. Був одружений з відомою письменницею Дельфіною де Жирарден.
- 1904 — Михайло Старицький, український письменник, поет, драматург, прозаїк, театральний і культурний діяч;
- 1969 — Роман Смаль-Стоцький, український мовознавець, дійсний член НТШ, дипломатичний представник ЗУНР, згодом Надзвичайний посол і Повноважний міністр УНР в Берліні, професор УВУ та Варшавського університету